# Kenta lever
Kenta lever är en svensk dokumentärfilm från 2020. Filmen är regisserad av Tony Labidi, som även skrivit manus tillsammans med Dick Billborn och Johan Holtzberg.
Filmen hade premiär i Sverige den 14 mars 2020.

## Handling
Till skillnad från Stefan Jarls Modstrilogi målar filmen Kenta lever upp en delvis annan bild av Kenta Gustafsson. Enligt Kentas kompis och bandmedlem Tony Labidi handlar filmen snarare om Kentas liv som musiker och artist.
Filmprojektet drogs igång på 1990-talet och kretsar kring Kentas musikaliska comeback och hans konsert i Kungsträdgården 1997. Filmen innehåller också  nyproducerat material där artister får berätta om sitt förhållande till Kentas musik.

## Medverkande
- Kenneth "Kenta" Gustafsson
- Björn Dixgård
- Aapo Sääsk
- Finn Sjöberg